# Desa Gunungbunder Dua
Desa Gunungbunder Dua är en administrativ by i Indonesien.   Den ligger i provinsen Jawa Barat, i den västra delen av landet, 60 km söder om huvudstaden Jakarta.